# 自由山 (埃托瓦縣)
自由山（英語：Liberty Hill）是一個位於美國阿拉巴馬州埃托瓦縣的非建制地區。該地的面積和人口皆未知。

## 地理
自由山的座標為34°10′40″N 86°01′49″W / 34.17777°N 86.03027°W，而該地最高點為海拔高度329米（即1079英尺）。